# Neuville-au-Plain
Neuville-au-Plain település Franciaországban, Manche megyében. Lakosainak száma 84 fő (2022. január 1.). Neuville-au-Plain Fresville, Sainte-Mère-Église és Picauville községekkel határos.

## Népesség
A település népességének változása:
| Lakosok száma | 150  | 92   | 88   | 106  | 98   | 91   | 90   | 89   | 87   | 84   |
|               | 1968 | 1982 | 1990 | 2006 | 2013 | 2015 | 2017 | 2019 | 2020 | 2022 |